# 배드 문
《배드 문》(영어: Bad Moon)은 미국에서 제작된 에릭 레드 감독의 1996년 공포 영화이다. 매리얼 헤밍웨이 등이 출연하였고, 제임스 G. 로빈슨 등이 제작에 참여하였다.
대체로 부정 평가를 받았으며, 박스오피스에서 성공하지 못했다.

## 줄거리
사진 기자 테드는 여자친구와 일 차원에서 네팔로 탐험을 갔다가 늑대 인간에게 당해 여자친구는 사망하고 테드 본인은 물려서 늑대 인간이 되어 돌아온다. 테드는 이 사실을 여형제 재닛에게 숨긴 채 재닛의 집과 가까운 숲속 트레일러에서 혼자 지낸다.
산림 감시대원과 등산객 여럿이 습격을 당하는 가운데 재닛이 키우는 저먼 셰퍼드는 그가 위험한 존재임을 감지한다. 재닛은 트레일러에서 늑대 인간 관련 서적, 여자친구와 피해자들의 참혹한 사진, “병”에 걸렸다는 언급이 있는 일기를 발견한다.
보안관은 테드의 피해자를 개의 소행으로 의심하고, 테드는 개가 자신을 공격하게 유도해 개를 임시 보호 시설에 보내게 한다. 테드는 개집에 오줌을 싼다.
그날 밤 재닛의 아들 브렛이 몰래 보호 시설에 가서 개를 풀어 주는 사이 테드는 변신해 재닛을 공격한다. 집에 돌아온 개는 테드에게 달려들지만 치열한 싸움 끝에 내던져 지고, 테드는 브렛의 목을 조른다. 재닛은 총알을 장전해 테드에게 쏘고, 총알이 다 떨어졌을 때 개가 창밖으로 몸을 날려 테드를 집 앞 마당으로 추락시킨다. 테드는 숲으로 도망가지만 개는 끝까지 추격한다. 아침이 되어 사람으로 돌아온 테드는 개에게 그냥 자신을 죽이라고(Do it.) 하고 개는 테드의 목을 문다.
재닛은 집으로 돌아온 개에게 네가 우릴 구했다고 말하는데 갑자기 개가 늑대로 변해 크게 입을 벌린다. 그러나 이는 꿈으로 드러나고, 힘든 일을 함께 겪은 재닛, 브렛, 개가 회복에 접어 들었음을 보여주며 영화는 끝이 난다.  

## 출연진
- 매리얼 헤밍웨이
- 마이클 퍼레이
- 메이슨 갬블
- 켄 포그
- 흐로스가 매슈스
- 개빈 버

## 기타 제작진
- 공동 제작: 저코버스 로즈
- 미술: 린다 델로자리오, 리처드 패리스
- 의상: 리타 리그스